# لوكاس ألاريو
لوكاس نيكولاس ألاريو (بالإسبانية:Lucas Nicolas Alario المولود 8 أكتوبر 1992) هو لاعب كرة قدم أرجنتيني دولي يلعب منذ عام 2015 لصالح نادي ريفر بليت الأرجنتيني في مركز الهجوم قادماً من نادي كولون دي سانتا في الذي غادره بسبب الأزمة المالية التي عانى منها الفريق ومنعته من أداء مستحقات اللاعبين،
وفي أول عام له قدّم ألاريو موسماً استثنائيا مع الريفر بقيادته للقب كأس ليبرتادوريس بتسجيله لهدفين مهمّين في نصف النهائي أولاً وفي النهائي بعد ذلك، وسجل في نصف نهائي كأس العالم للأندية 2015 قاد بها فريقه لنهائي البطولة، ما جعل موقع جول يختاره ضمن قائمته لأفضل 50 لاعباً في العالم لهذا الموسم.

## وصلات خارجية
- لوكاس ألاريو على موقع الاتحاد الدولي (مؤرشف)  (الإنجليزية)
- لوكاس ألاريو على موقع الاتحاد الأوربي (الإنجليزية)
- لوكاس ألاريو على موقع قاعدة بيانات كرة القدم.إي يو (الإنجليزية)
- لوكاس ألاريو على موقع ناشيونال فوتبول تيمز (الإنجليزية)
- لوكاس ألاريو على موقع Soccerway.com (الإنجليزية)
- لوكاس ألاريو على موقع عالم كرة القدم.نت (الإنجليزية)
- لوكاس ألاريو على موقع AS.com (الإسبانية)

لوكاس ألاريو - صفحة اللاعب على موقع كووورة 